# Pad van Herinnering en Kameraadschap

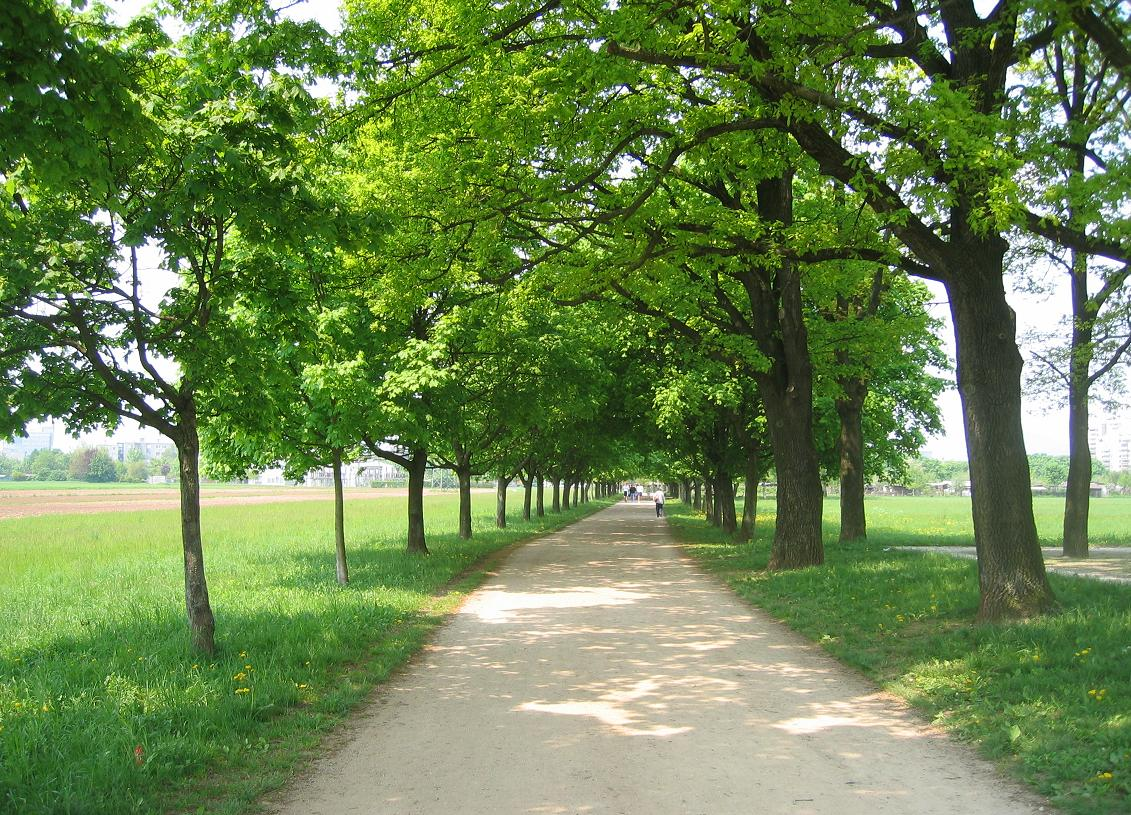
Een deel van het pad nabij de wijk Bežigrad

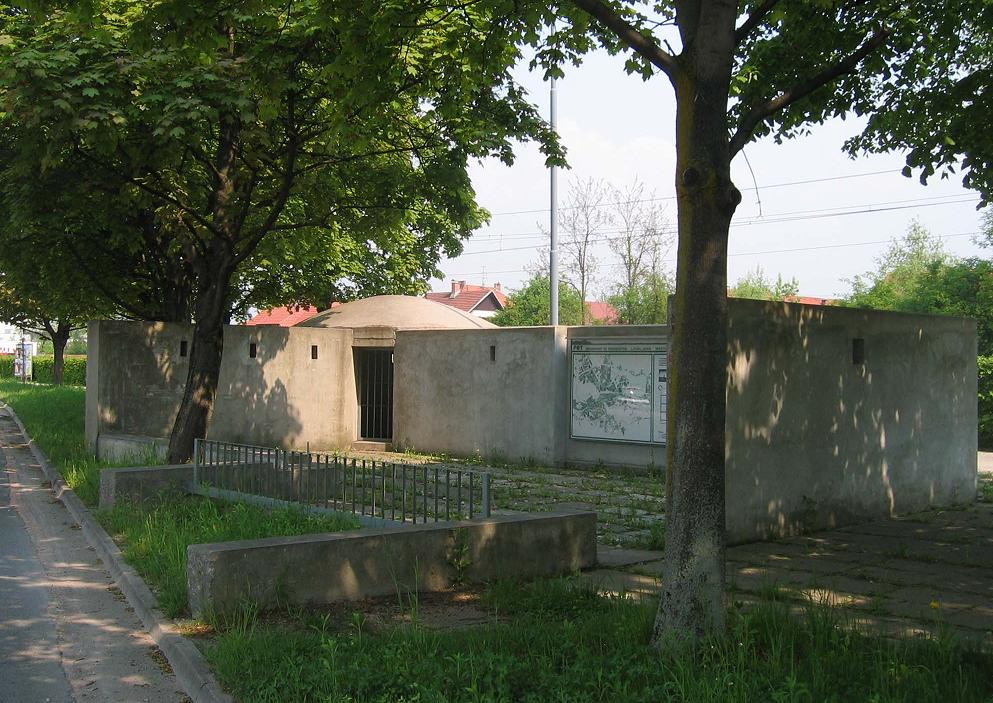
Restanten van een Italiaanse militaire bunker nabij de wijk Šiška

Het pad van herinnering en kameraadschap (Sloveens: Pot spominov in tovarištva, acroniem PST), ook wel het Pad langs de Draad (Pot ob Žici) of Groene Ring (Zeleni prstan) genoemd, is een bijna 33 kilometer lang en 4 meter breed deels grind deels verhard recreatief wandelpad rond de stad Ljubljana in Slovenië. Het werd voltooid in 1985 en volgt de route van het prikkeldraadhek dat Ljubljana omringde tijdens de Tweede Wereldoorlog, toen de Italiaanse en de latere Duitse bezetters het contact tussen de stad en het omliggende platteland probeerden te voorkomen. Het pad is bewegwijzerd door wegwijzers, informatieborden met de kaart van het pad, platen en metalen markeringen, evenals wegwijzers op de afslagen. Op de plekken waar vroeger 102 bunkers van de bezetters stonden staan nu achthoekige pilaren als gedenkteken. De pilaren zijn ontworpen door architect Vlasto Kopac. Aan weerszijden van het pad lopen groenstroken met daarin 7400 bomen van 49 boomsoorten geplant.
Het pad wordt elke dag door vele inwoners van Ljubljana gebruikt. De meest populaire vorm van recreatie op het pad is wandelen en joggen. Fietsen is ook toegestaan op voorwaarde dat voetgangers niet in gevaar worden gebracht. Tijdens de sneeuwrijke winters zijn cross-country ski-tracks op diverse delen van het pad terug te vinden. Elk jaar sinds 1957, op 8, 9 en 10 mei, wordt de traditionele recreatieve Mars over het Pad om Ljubljana (Pohod po Poti okoli Ljubljane) gelopen die plaatsvindt ter herinnering aan de bevrijding van Ljubljana op 9 mei 1945. Degenen die de hele afstand lopen en stempels verzamelen op alle 8 controleposten ontvangen een badge en een medaille als aandenken.

## Algemene geschiedenis
De bezetting van Ljubljana heeft een speciale plaats ingenomen in de geschiedenis van bezettingen van hoofdsteden in Europa. Zeker aangezien het een relatief kleine hoofdstad was die bestond uit kleinere plaatsen en dorpen. De hele stad werd in feite omgebouwd tot concentratiekamp. Het Italiaanse leger kwam met het initiatief om de hele stad te omheinen met prikkeldraad om zo de stad van het platteland te scheiden. Het Italiaanse leger trok de hele omheining op in 1171 dagen. Toch werden er op diverse plekken in het geheim gangen onder de omheining door gegraven zodat partizanen en andere mensen zonder toestemming om de grens over te steken toch konden oversteken. Daarom werd het na de oorlog een symbool van verzet en weerstand tegen de bezetter.

## Geschiedenis van de fortificaties
Er werd pas aan consolidatie van Ljubljana begonnen op 22 februari 1942 in de avond op verzoek van de Hoge Commissaris voor de provincie van Ljubljana Emilio Grazioli en commandant van het 11e leger corps generaal Maria Robotti. De oorspronkelijke omheining die tijdelijk was en voornamelijk uit prikkeldraad bestond, werd de volgende dag afgesloten om twee uur ‘s middags. Op die dag, 23 februari 1942, heeft Grazioli ook het verbod op vertrek uit de stad afgekondigd. Het was alleen mogelijk om op 11 plaatsen de stad te verlaten, en dat alleen met autorisatie afgegeven door het commissariaat.
Op 24 februari 1942 vond de eerste inval plaats in verschillende delen van Ljubljana. Deze eerste inval duurde tot 15 Maart 1942. Door de nederlaag benoemde generaal Robotti op 11 mei 1942 de Speciale Commissie voor de bouw van een versterkte muur rond Ljubljana (Posebno Komisijo za zgraditev utrjenega zidu okoli Ljubljane) die ervoor moest zorgen dat er een versterkte muur om de stad zou komen en een herziening van de infrastructuur in orde moest maken.
Deze versterkingen had meerdere doelen: verdediging tegen externe aanvallen van Ljubljana, verdediging tegen interne aanvallen uit Ljubljana, isolatie van het sterke verzet in de stad en de opschorting van de contacten tussen de stad en het platteland. Toen de Commissie een groot deel van de eerste taak had afgerond werd begonnen met het doorvoeren van verbeteringen. In bepaalde gebieden werd de omheining uitgebreid om ervoor te zorgen dat gebieden die voorheen nog buiten de ring lagen ook werden binnengesloten (zoals bijvoorbeeld Ljubljana Žale). Er werd begonnen met de bouw van bunkers, het vermeerderen van de hoeveelheid prikkeldraad, het bezetten of verplaatsen van huizen binnen de ring (sommige op verdenking van betrokkenheid bij het illegaal oversteken van de ring). Rond dezelfde tijd, op 24 juni werd er begonnen met een tweede grootschalig onderzoek dat duurde tot 1 juli 1942 en waarbij nog eens 2858 stedelingen werden binnengesloten. Op 19 juli benoemde generaal Robotti een nieuwe commissie voor een nog snellere consolidatie van Ljubljana. In 42 gebouwen werden Spaanse ruiters en een militaire wacht gestationeerd. Ook werd er een avondklok ingesteld. In September 1942 werd er verdergegaan met de aanleg van een derde ring van prikkeldraad na de aanval op de brigade van Tomšič in Vevče.
Het eindresultaat was als volgt: een 29.663 meter lange ring om de stad met een breedte tussen de 5 en 8 meter en een hoogte van 2 meter. De ring was samengesteld uit 69 grote bunkers, 11 kwetsbare bunkers, 53 kleine en 73 ondergrondse bunkers, wat op een totaal van 206 bunkers uitkomt.

## Route

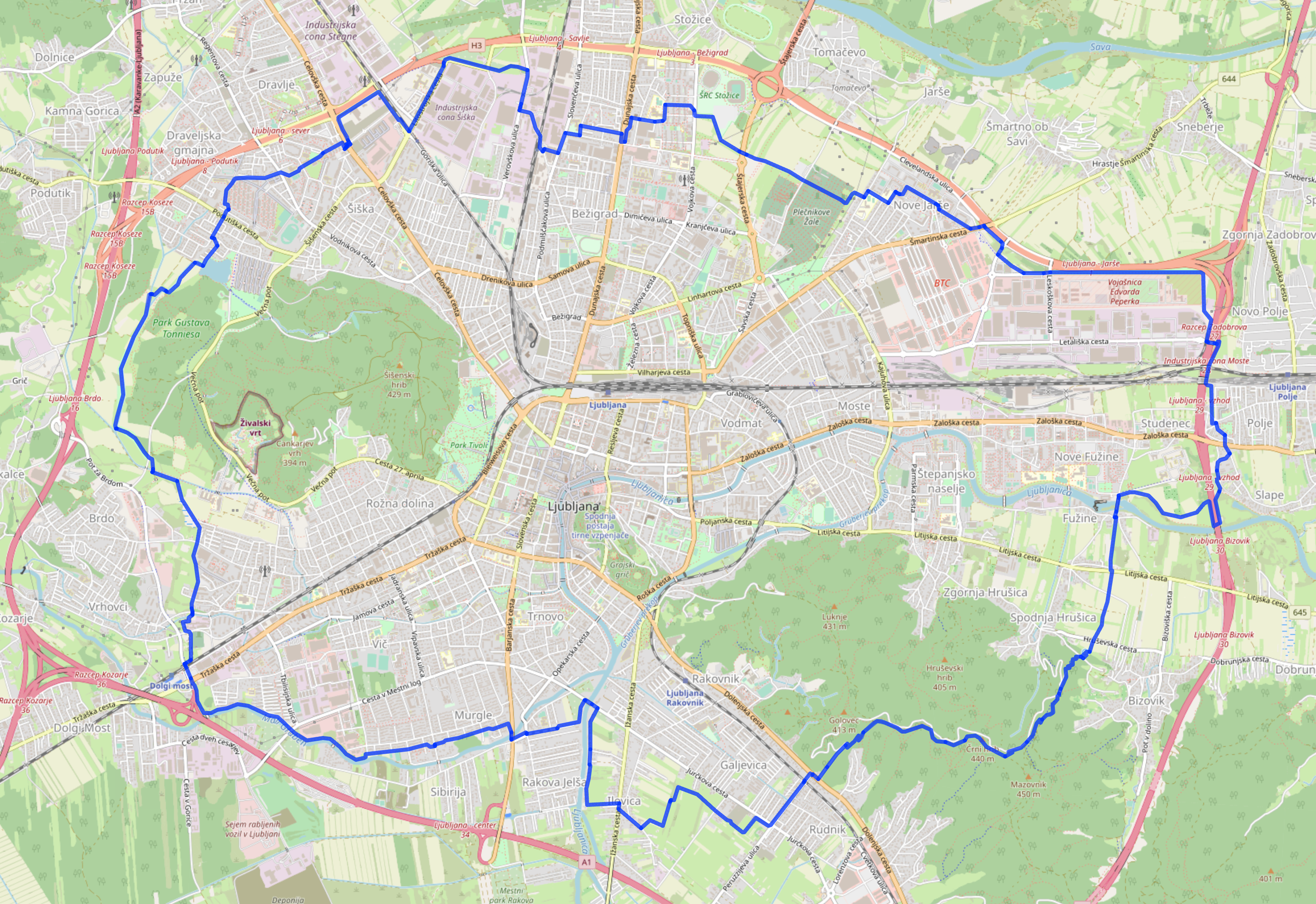
De route van het pad

Het pad loopt door de wijken die rond het centrum van Ljubljana liggen. Vanaf het controlepunt nummer 1 (in de wijk Vič) volgt men het pad rechtsom. Het pad leidt dan naar een heuvel waar het stadsdeel Rožnik ligt en verder door de wijken Koseze, Šiška en Bežigrad, langs de voormalige grindgroeve, de plek waar de Italianen in 1942 en 1943 Sloveense gijzelaars doodschoten, naar de algemene begraafplaats Žale. Het pad vervolgt de route verder door de wijken Nove Jarše via de ringweg van Ljubljana naar de rivier Ljubljanica in Polje en dan verder naar Štepanjsko naselje door de stad en over de heuvel Golovec Ljubljana naar Ljubljansko barje (De venen van Ljubljana), en dan uiteindelijk naar de stedelijke woongebieden Galjevica, Ilovica, Murgle en Mestni log om dan weer aan te sluiten op het beginpunt in Vič.